# Gianluca Bezzina
Gianluca Bezzina (n. 9 noiembrie 1989) este un medic maltez, cântăreț în timpul liber.
A reprezentat Malta la Concursul Muzical Eurovision 2013 din Suedia

## Biografie
Bezzina s-a născut în Qrendi în 1989. A învățat pianul la 7 ani.Bezzina este doctor din iunie 2012.
A câștigat selecția națională și a reprezentat Malta la Eurovision.